# Соколово (област Бургас)
Вижте пояснителната страница за други значения на Соколово.
Сокòлово е село в Югоизточна България, община Карнобат, област Бургас.

## География
Село Соколово се намира на около 37 km запад-северозападно от центъра на областния град Бургас и около 8 km източно от общинския център Карнобат. Разположено е ниско по североизточен склон на възвишението Хисар в прехода му към източната част на Карнобатската котловина. Преобладаващият наклон на терена в селото е на северозапад, а Надморската височина в центъра при сградата на кметството е около 223 m. Климатът е преходно-континентален.
Общински път води от Соколово на север до връзка с първокласния Подбалкански път, а на юг – до селата Драгово, Хаджиите и Козаре.
Землището на село Соколово граничи със землищата на: село Кликач на север; село Черноград на североизток; село Чукарка на изток; село Драгово на юг; Град Карнобат на юг; село Глумче на северозапад.
В землището на Соколово има 6 язовира.

## История
След Руско-турската война 1877 – 1878 г., по Берлинския договор 1878 г. селото остава в Източна Румелия; присъединено е към България след Съединението през 1885 г.
През 1934 г. селото с дотогавашно име Дуванджà е преименувано на Соколово.
Училището в село Дуванджа (Соколово) е открито от учебната 1878/1879 г. До 1911 г. се помещава в две стаи на турска къща; разширявано през следващите години с пристрояване на допълнителни стаи. През 1961 г. е построена нова училищна сграда. През учебната 2004/2005 г. е оборудвана компютърна зала. От 1 август 2008 г. основното училище в селото е преобразувано в начално училище поради намаляване броя на учениците. В училището се обучават ученици от селата Соколово, Драгово и Хаджиите. Поради трайна тенденция на намаляване броя на подлежащите на задължително обучение и формиране на паралелки под нормативно установения минимум ученици, от 15 септември 2018 г. началното училище „Христо Ботев“ в село Соколово е закрито.
Читалище „Развитие“ в селото е създадено през 1928 г.

## Население
Населението на село Соколово наброява 841 души при преброяването към 1934 г. и 853 към 1946 г., намалява до 446 към 1985 г. и 355 (по текущата демографска статистика за населението) към 2021 г.

### Етнически състав
Преброяване на населението през 2011 г.
Численост и дял на етническите групи според преброяването на населението през 2011 г.:
|                     | Численост |
| Общо                | 294       |
| Българи             | 142       |
| Турци               | 123       |
| Цигани              | 16        |
| Други               | -         |
| Не се самоопределят | 11        |
| Неотговорили        | 2         |

## Обществени институции
Село Соколово към 2022 г. е център на кметство Соколово.
В село Соколово към 2022 г. има:
- действащо читалище „Развитие – 1928 г.“;[9][10]
- Целодневна детска градина „Мечо Пух“, Соколово;[11]
- пощенска станция.[12]